# Недвижимость (фильм)
«Недвижимость» (швед. Toppen av ingenting) — шведско-британский драматический фильм 2018 года, поставленный режиссерами Мансом Манссоном и Акселем Петерсеном. Фильм был отобран для участия в конкурсной программе 68-го Берлинского международного кинофестиваля, где 18 февраля 2018 состоялась его мировая премьера.

## Сюжет
После роскошной жизни на средства своего отца 68-летняя Нойет наследует многоквартирный дом в центре Стокгольма. Женщина возвращается с солнечного юга на родину, но вместо хорошо организованного состояния дел она обнаруживает полный хаос: здание в плачевном состоянии, у арендаторов проблемы с документами, а порядком заниматься никому не хочется — её брат со своим сыном, которые склонны к другим излишествам, пренебрегают своими обязанностями по уходу за домом. Нойет ищет совета у своего старого друга Лекса, семейного юриста и музыкального продюсера, у которого в разгаре организация праздника для бездомных. Он предлагает продать здание агенту по недвижимости. Это предложение поначалу кажется интересным, ведь может обеспечить будущее Нойет, однако её наследие всё больше становится проклятием.